# Rutilia cupreiventris
Rutilia cupreiventris là một loài ruồi trong họ Tachinidae.